# コール オブ デューティ ウォーゾーン
『Call of Duty: Warzone Caldera』（コール オブ デューティ ウォーゾーン カルデラ）は、2020年3月11日に配信されたPlayStation 5、Xbox Series X、Xbox One、PlayStation 4、PC向けの基本プレイ無料のバトルロイヤルゲームである。Infinity WardとRaven Softwareが開発し、アクティビジョンが配信。
ウォーゾーンの1作目であり、旧称は『コール オブ デューティ ウォーゾーン』（英語: Call of Duty: Warzone、略称：CoD:WZ）および『Call of Duty: Warzone Pacific』（コール オブ デューティ ウォーゾーン パシフィック）。
2022年11月17日に後継作の『コール オブ デューティ ウォーゾーン (2022年のゲーム)』が配信された。2023年9月22日をもって本作はサービス終了した。

## 概要
コール オブ デューティシリーズのバトルロイヤルモードは、2018年10月に発売された『コール オブ デューティ ブラックオプス 4』の「ブラックアウト」で初めて実装された。バトルロイヤルモードが本編の一部だった『ブラックオプス 4』とは異なり、2019年10月に発売された『コール オブ デューティ モダン・ウォーフェア』のバトルロイヤルモードは、基本プレイ無料のゲーム『コール オブ デューティ ウォーゾーン』として分離され、本編を購入しなくてもプレイできるようになった。
本作はウクライナ東部のドネツク市を基にした架空の都市・ヴェルダンスクが舞台。150人のプレイヤー間でのオンラインマルチプレイヤー戦闘を可能にし、クロスプレイとクロスプログレッションに対応している。 ゲームには「Plunder」と「Battle Royale」の2つの主要なモードがある。このゲームはヴェルダンスクおよびその周辺の「購入ステーション」で使用される新しいゲーム内通貨システム「キャッシュ」を導入している。キャッシュと交換でプレイヤーのカスタムクラスに制限付きでアクセスできる「ロードアウト」ドロップを使える。プレイヤーはまた、キャッシュを使って「キルストリーク」やガスマスクなどのアイテムを購入することもできる。配信開始時にWarzoneは3人のスクアッドでプレイできた。ソロモードは1週間後の2020年3月17日に追加され、4人プレイヤーのクアッドは2020年4月8日に、シーズン3アップデートの一部として実装された。2020年5月、PC版はショートメッセージサービスを用いた二段階認証が必要となった。
本作は批評家から概ね好意的な評価を受け、マップは明確な称賛を受けた。2020年5月、アクティビジョンはWarzoneが最初の2か月で6000万ダウンロードを突破したことを発表し、2021年4月20日に累計プレイヤー数が1億人を超えたと明らかにした。PlayStation Storeにおける2020年の基本プレイ無料ソフトの日本の年間ダウンロードランキングでは2位、2021年の日本の年間ダウンロードランキングでは4位となった。

### クロスプログレッション
本作は2019年の『コール オブ デューティ モダン・ウォーフェア』の一部であり、2020年の『コール オブ デューティ ブラックオプス コールドウォー』、2021年の『コール オブ デューティ ヴァンガード』と接続され、これらのソフトから全ての銃器と全てのオペレーターが追加された。銃器のレベルやバトルパスの進捗は連動しており、それぞれのソフトを介してレベルが上がる。本作をプレイするにあたってこれらのソフトを購入する必要はない。

## 沿革
- 2020年3月10日、本作『コール オブ デューティ ウォーゾーン』が配信。
- 2020年4月8日以降、『コール オブ デューティ モダン・ウォーフェア』のシーズン3～6が本作に配信。
- 2020年12月16日以降、『コール オブ デューティ ブラックオプス コールドウォー』のシーズン1～6が本作に配信。
- 2021年12月8日以降、『Call of Duty: Warzone Pacific』に改名[6]。『コール オブ デューティ ヴァンガード』のシーズン1～5が本作に配信。
- 2022年11月17日、後継作が配信。
- 2022年11月17日～28日、サービスが停止[5]。
- 2022年11月29日、『Call of Duty: Warzone Caldera』に改名[5]。
- 2023年6月22日、2023年9月22日にサービス終了することが公式ブログで発表された[20]。

## ゲームプレイ

### ゲームモード
Warzoneには、「Battle Royale」「Plunder」の２つの主要なモードがある。Battle Royaleは『PUBG』のようなゲームによって広まったジャンルであるが、「Plunder」はゲーム内通貨メカニズムに関連するWarzone特有のモードである。『コール オブ デューティ ブラックオプス4』（2018）の「Blackout」モードに続くCall of Dutyフランチャイズで二作目となるバトルロイヤルをメインに据えた作品である一方で、ブラックオプス4とは異なり装備可能なガジェットへの依存を減らしており、その代わりに新しいゲーム内通貨「キャッシュ」の蓄積を促進している。Warzoneは1試合で最大150人のプレイヤーをサポートするが、これは典型的な他のバトルロイヤル作品の最大100人プレイヤーを規模で超えている。 
バトルロイヤルモードでは、他のバトルロイヤル作品と同様にプレイヤーは継続的に縮小するマップで争い最後の1人を目指す。プレイヤーは大規模なゲームマップにパラシュートで降下してそこで他プレイヤーと戦っていくが、ゲームが進行しプレイヤーが排除されると、プレイ可能エリアが縮小し生き残っているプレイヤーはより狭いエリアに追い込まれる。Warzoneでは、プレイ不可エリアは体力を減少させる緑色のガスで汚染されるため、プレイヤーが安全なプレイ可能エリアに戻らないと、最終的にガスによって死亡する。他作品とは異なり、Warzoneは車両を特に重視しており、また新しいリスポーン及びゲーム内通貨メカニズムを導入している。パラシュートは制限されておらず、パラシュートを開き、切り離しを何回も空中で行える。ローンチ時のゲームモードは最大3人プレイヤー（トリオ）までのチームをサポートしており、チームメンバーの補充を無効にするオプションがあった。Infinity Wardは他にも様々なスクワッド数制限のテストに言及していた。クワッド（4人プレイのスクワッド）とソロBRモードはその後のアップデートで追加され、デュオは後日実装されることが約束されていた。 
Warzoneでのキャラクターの死亡は他作品のように必ずしもプレイヤーの敗北とは限らない。代わりに、Warzoneはプレイヤーがさまざまな方法で利用できるリスポーンメカニズムを提供する。死亡したプレイヤーは「強制収容所」に移送され、そこで同じく移送された他のプレイヤーと一対一の戦闘が行われ、勝者はゲームにリスポーンする。ゲーム内通貨システムを使用して、他のリスポーン方法を利用できる。強制収容所メカニズムによって復活しない場合、プレイヤーはゲーム内通貨を使用して、自分自身または他のプレイヤーのためにリスポーントークンを購入できる。 
それに加えて、チームでマップに散らばる多量のキャッシュを捜索して100万ドルを貯める「Plunder」と呼ばれるゲームモードがある。見つかると、ゲームは延長戦に突入し、すべてのキャッシュの合計が1.5倍になり、時間切れの際に最も多くのキャッシュを集めたチームが勝者として宣言される。このモードではプレイヤーは自動的にリスポーンする。２つの主要なモードに加えて、いくつかの期間限定モードが存在する。

### 装備
全てのプレイヤーは開始時にアタッチメント無しのX16ピストルを持っている。プレイヤーはマップを探索して地上や指定された場所にある補給箱の中にあるアイテムを探すことで標準的なロードアウト（主武器・副武器、致死・戦術装備、フィールドアップグレード、キルストリーク）の全てのコンポーネントを入手することができる。Warzoneのゲームモードならではの追加装備としてシールドプレートがあり、プレイヤーのインベントリに5つのシールドを持つことができ、そのうち３つは任意の時点で装着することができる。プレイヤーはまた、様々な目的で利用できる購入ステーションで使えるキャッシュを取得できる。モダン・ウォーフェアのマルチプレイヤーモードと共通のカスタムのロードアウトはランダムのロードアウトドロップ（または購入ステーションで購入）を用いて獲得できる。Plunderでは通常のマルチプレイヤーモードと同様にカスタムのロードアウトでスポーンする。

## 発表と配信
Warzoneは2020年3月10日に配信されたが、前月には一連の不具合やゲーム情報の流出が起きていた。配信1か月前にReddit上にゲームの存在をリークする投稿がなされ、また同月に起きた一時的なソフトウェアの不具合により、プレイヤーはバトルマップの初期バージョンを見ることができた。配信2日前の2020年3月8日、YouTubeの配信者Chaosは、未発表のWarzone作品のゲームプレイ特集と称した11分間の動画を公開した。動画は削除され、3月9日にはWarzoneのパブリッシャーのアクティビジョンは、ゲームは3月10日に配信されると正式に発表した。2020年3月11日、アクティビジョンは最初の24時間で600万人がWarzoneをダウンロードしたことを発表した。4日後、1500万人以上がWarzoneをダウンロードしたことが明らかになった。 
2020年5月5日、アクティビジョンはWarzoneが最初の2か月で6000万ダウンロードを突破したことを発表し、2021年4月20日に累計プレイヤー数が1億人を超えたと明らかにした。 

## 評価
レビュー収集サイトのMetacriticによれば、Call of Duty: Warzoneは全プラットフォームで批評家から「概ね好意的なレビュー」を得た。
10点中7点のレビューでGameSpotはマップの種類と規模を称賛し、「WarzoneはCall of Dutyのバトルロイヤルの第2作目となる素晴らしい試みであり、既存の方式に面白いひねりを加えて、ついに独自のアイデンティティを切り開くことに成功した。本作の（勝てば）死から復活する手に汗握る強制収容所での決闘は試合に留まる方法を増やす一方で、ライバルの部隊を一掃した後も周囲の状況に注意を払うことを余儀なくさせる」と述べた。IGNはまた10点中7点と評価し、「Call of Duty Warzoneのベータは、即席の満足感の名の下に奥深さへの重大な譲歩がなされているにもかかわらず、相変わらずじっくり楽しめる」と述べた。

## コラボレーション
- 悪魔のいけにえ（2020年10月）[32]
- SAW（2020年10月）[32]
- モンスターエナジー（2020年11月）[33]
- ダイ・ハード（2021年5月）[34]
- ランボー（2021年5月）[34]
- スクリーム（2021年10月）[35]
- ドニー・ダーコ（2021年10月）[35]
- 進撃の巨人（2022年1月）[36]
- ゴジラvsコング（2022年5月）[37]
- ターミネーター（2022年7月）[38]
- ターミネーター2（2022年8月）[39]

## 受賞

### 2020年
- The Game Awards 2020
  - ノミネート：「Best Ongoing Game」、「Best Multiplayer Game」[40]

### 2021年
- 英国アカデミー賞ゲーム部門
  - ノミネート：「EE Game of the Year」[41]
- The Game Awards 2021
  - ノミネート：「Best Ongoing Game」[42]

## 注記と脚注
注記
1. ↑  追加作業：High Moon Studios、Beenox、スレッジハンマー・ゲームズ及びアクティビジョン上海

脚注
1. 1 2  「CoD：Warzone」ゲームモード「PLUNDER」を紹介、大規模なキャッシュ争奪戦が楽しすぎる！
2. ↑  Call of Duty®: Warzone | Download
3. ↑  Snider (2020年3月10日). “'Call of Duty' sets its sights on 'Fortnite,' domination of battle royale video games”. USA Today. 2020年3月11日閲覧。
4. ↑  “無料バトルロイヤル『CoD: Warzone』3月11日より単独配信！ 2種のゲームモード/150人対戦/クロスプレイ対応など”. EAA FPS（イーエーエー） (2020年3月10日). 2024年9月22日閲覧。
5. 1 2 3  AlainDrone (2022年11月10日). “CoD:ウォーゾーン2.0：新要素一挙紹介！ 巨大マップ「アル・マズラ」やAI戦闘員などの新ギミック / 前作は『ウォーゾーン カルデラ』として再リリース”. EAA!! - FPS News. 2022年12月23日閲覧。
6. 1 2 3  Inc, Aetas. “「CoD: Warzone」のタイトル名は「CoD: Warzone Pacific」に。“CoD ヴァンガード”シーズン1が始まる12月3日から”. 4Gamer.net. 2023年3月20日閲覧。
7. ↑  Inc, Aetas. “初代Warzoneこと「Call of Duty: Warzone Caldera」が9月22日にサービス終了。新作「Call of Duty: Warzone Mobile」の詳細は近日発表”. 4Gamer.net. 2024年9月5日閲覧。
8. ↑  “『Call of Duty: Warzone Caldera』が 2023年9月22日にサービス終了”. EAA FPS（イーエーエー） (2023年6月23日). 2024年9月5日閲覧。
9. 1 2  ASCII. “基本プレイ無料 「CoD：Warzone」のバトルロイヤルはカジュアルでもスリリング、CoDらしい要素も豊富！ (1/2)”. ASCII.jp. 2022年12月27日閲覧。
10. ↑  Shchur, Michael (2020年3月29日). “VIP-палати, Леся Нікітюк, Джаред Лето, MARUV, Madonna, Half-Life: Alyx: #@)₴?$0 з Майклом Щуром #27” (Ukrainian). Toronto Television (YouTube)
11. 1 2  Inc, Sony Interactive Entertainment. “【プレイガイド】「WARZONE」基本編～モードや特徴などの基本をチェック！～ | 『コール オブ デューティ モダン・ウォーフェア』プレイヤーズインフォメーション”. プレイステーション. 2021年11月24日閲覧。[リンク切れ]
12. ↑  West, Josh (2020年3月10日). “42 Call of Duty: Warzone gameplay features and details that you need to know before jumping into Verdansk”. GamesRadar. 2020年3月11日閲覧。
13. ↑  https://blog.activision.com/call-of-duty/2020-04/Call-of-Duty-Warzone-Mode-Recon-Battle-Royale-Quads
14. ↑  Yamanaka, Taijiro (2020年5月18日). “『Call of Duty: Warzone』PC向け基本プレイ無料版に「SMS認証」導入。チーターたちがうろたえ始める”. AUTOMATON. 2023年1月10日閲覧。
15. ↑  “PC版『CoD: Warzone』新規プレイヤーは二段階認証が必須に―チート対策の一環”. Game*Spark - 国内・海外ゲーム情報サイト. 2023年1月10日閲覧。
16. ↑  “約1年1か月の時を経て『CoD: Warzone』の累計プレイヤー数が大台の1億人を突破！”. Game*Spark - 国内・海外ゲーム情報サイト. 2021年8月13日閲覧。
17. ↑  “2020年の年間PS Store ダウンロードランキングを発表！ 『FINAL FANTASY VII REMAKE』がPS4®の第1位に！”. PlayStation.Blog 日本語 (2021年1月14日). 2023年1月21日閲覧。
18. ↑  “2021年の年間PS Storeダウンロードランキングを発表！ PS5™は『Tales of ARISE』が第1位に！”. PlayStation.Blog 日本語 (2022年1月13日). 2023年1月21日閲覧。
19. ↑  Inc, Aetas. “基本無料バトロワ「CoD: Warzone」にシリーズ最新作“CoD ブラックオプス コールドウォー”のコンテンツが追加へ”. 4Gamer.net. 2023年3月20日閲覧。
20. ↑  “An Update on Call of Duty: Warzone Caldera”. www.callofduty.com. 2023年7月1日閲覧。
21. 1 2 3  Gonzalez (2020年3月9日). “Call of Duty Warzone: Everything you need to know about the new battle royale mode”. CNET. 2020年3月10日閲覧。
22. 1 2  Machkovich (2020年3月9日). “Call of Duty’s free-to-play, cross-platform battle royale launches March 10”. ArsTechnica. 2020年3月10日閲覧。
23. 1 2  Favis (2020年3月9日). “Activision confirms Call of Duty: Warzone, a new free-to-play battle royale game”.   Washington Post. 2020年3月10日閲覧。
24. ↑  “Call of Duty: Warzone - Release date, modes, and everything we know”. Dexerto.com. 2020年3月10日閲覧。
25. ↑  https://twitter.com/CallofDuty/status/1237865764167639041
26. ↑  https://twitter.com/CallofDuty/status/1238632552946003969
27. ↑  McWhertor, Michael (2020年4月10日). “Call of Duty: Warzone hits 50M players in first month” (英語). Polygon. 2020年4月21日閲覧。
28. ↑  “Call of Duty: Warzone Caldera Reviews” (英語). www.metacritic.com. 2024年11月13日閲覧。
29. ↑  “Call of Duty: Warzone Reviews” (英語). OpenCritic (2020年3月26日). 2025年7月11日閲覧。
30. 1 2  Barbosa, Allesandro (2020年3月27日). “Call of Duty: Warzone Review”. GameSpot. 2020年5月8日閲覧。
31. 1 2  Duggan, James (2020年3月20日). “Call of Duty: Warzone Review”. IGN. 2020年5月8日閲覧。
32. 1 2  AlainDrone (2020年10月20日). “CoD:MW＆ウォーゾーン：ハロウィンイベント「ホーンテッド・ヴェルダンスク」が現地時間10月20日スタート、ゾンビとなって夜のウォーゾーンを駆け回れ”. EAA!! - FPS News. 2023年1月23日閲覧。
33. ↑  “CoD:BOCW： モンスターエナジーとのコラボキャンペーン実施、「2XP」や抽選で限定ゲーム内アイテムやコラボクーラーなど限定アイテムも当たる”. EAA FPS（イーエーエー） (2020年11月24日). 2024年10月11日閲覧。
34. 1 2  AlainDrone (2021年5月19日). “CoD:BOCW＆ウォーゾーン：「シーズン3 リローデッド」アクションヒーローズトレーラー公開、80年代のヒーロー”ランボー”とダイ・ハードの”マクレーン”が新オペとして限定販売”. EAA!! - FPS News. 2023年1月23日閲覧。
35. 1 2  “『CoD:BOCW』と『WARZONE』でホラー映画『スクリーム』『ドニー・ダーコ』とコラボレーションしたハロウィンイベントを開催 | ゲーム・エンタメ最新情報のファミ通.com”. ファミ通.com. 2023年1月23日閲覧。
36. ↑  “『CoD ヴァンガード』と『ウォーゾーン』で進撃の巨人コラボが21日配信。調査兵団スキンや“蒸かし芋”ステッカーなどのコラボアイテムが登場予定 | ゲーム・エンタメ最新情報のファミ通.com”. ファミ通.com. 2023年1月23日閲覧。
37. ↑  “『CoD ウォーゾーン』新シーズン“極秘兵器”にゴジラとキングコングが登場決定。『CoD ヴァンガード』には特撮セットのマップも | ゲーム・エンタメ最新情報のファミ通.com”. ファミ通.com. 2023年1月23日閲覧。
38. ↑  “『CoD ヴァンガード』と『CoD ウォーゾーン』にて『ターミネーター』コラボが7月28日より配信。新たな武器やバンドルなどが登場 | ゲーム・エンタメ最新情報のファミ通.com”. ファミ通.com. 2023年1月23日閲覧。
39. ↑  “『CoD ヴァンガード』＆『CoD ウォーゾーン』に『ターミネーター2』のT-800とT1000が登場！ 『CoD』にシュワちゃんがくる | ゲーム・エンタメ最新情報のファミ通.com”. ファミ通.com. 2023年1月23日閲覧。
40. ↑  ““The Game Awards 2020”発表まとめ。『ラスアス2』がゲーム・オブ・ザ・イヤーなど7冠。『FF7 リメイク』が2冠。新情報も一挙掲載 | ゲーム・エンタメ最新情報のファミ通.com”. ファミ通.com. 2023年4月14日閲覧。
41. ↑  “BAFTA Games Awards 2021 | Winners, nominees, latest news | Radio Times” (英語). www.radiotimes.com. 2025年3月25日閲覧。
42. ↑  ““The Game Awards 2021”発表＆受賞まとめ。『エルデンリング』新映像や『Among Us VR』などが発表。GOTYは『It Takes Two』に！ | ゲーム・エンタメ最新情報のファミ通.com”. ファミ通.com. 2023年4月14日閲覧。